# 5 Astraea
5 Astraea er en hovedbælteasteroide. 
Den blev opdaget den 8. december 1845 af den prøjsiske amatørastronom Karl Ludwig Hencke, der ledte efter den da netop opdagede nye planet Vesta. Det nye objekt blev opkaldt efter den græske mytologiske skikkelse Astraia – stjernejomfruen. Astraea var den 5 asteroide, der blev opdaget, og blev på tidspunktet for dens opdagelse anset som en planet. Hencke opdagede senere den næste asteoride, der fik navnet 6 Hebe. 

## Eksterne hinvisninger
- Observationer m.v. af Astraea Arkiveret 24. august 2018 hos  Wayback Machine

| Astronomi | Spire Denne artikel om astronomi er en spire som bør udbygges. Du er velkommen til at hjælpe Wikipedia ved at udvide den. |